# فابريزيو بنتيفوجليو
فابريزيو بنتيفوجليو (بالإيطالية: Fabrizio Bentivoglio)‏ هو كاتب سيناريو وممثل إيطالي، ولد في 4 يناير 1957 بميلانو في إيطاليا.

## وصلات خارجية
- فابريزيو بنتيفوجليو على موقع IMDb (الإنجليزية)
- فابريزيو بنتيفوجليو على موقع قاعدة بيانات الأفلام العربية
- فابريزيو بنتيفوجليو على موقع ألو سيني (الفرنسية)
- فابريزيو بنتيفوجليو على موقع ميوزك برينز (الإنجليزية)
- فابريزيو بنتيفوجليو على موقع أول موفي (الإنجليزية)
- فابريزيو بنتيفوجليو على موقع قاعدة بيانات الأفلام السويدية (السويدية)
- فابريزيو بنتيفوجليو على موقع ديسكوغز (الإنجليزية)
- فابريزيو بنتيفوجليو على موقع قاعدة بيانات الفيلم (الإنجليزية)
- فابريزيو بنتيفوجليو على موقع كينوبويسك (الروسية)